# Liste der denkmalgeschützten Objekte in Anger (Steiermark)
Die Liste der denkmalgeschützten Objekte in Anger enthält die 26 denkmalgeschützten, unbeweglichen Objekte der österreichischen Gemeinde Anger im steirischen Bezirk Weiz.

## Denkmäler
| Foto |                 | Denkmal | Standort                                                       | Beschreibung | Metadaten |
| ---- | --------------- | --- | -------------------------------------------------------------- | --- | --- |
| ja   | Datei hochladen | Kath. Filialkirche Vierzehn Nothelfer HERIS-ID: 85899 Objekt-ID: 100148                                        | Auersbach Standort KG: Anger                                   | Die Filialkirche Vierzehn Nothelfer wurde 1633 teilweise auf alten Fundamenten neu gebaut; drei Portale eines spätgotischen Baus sind erhalten. Der Chor wurde in den Jahren 1714–1719 angefügt, der Hochaltar stammt aus dem Jahr 1783. | BDA-Hist.: Q37713802 Status: § 2a Stand der BDA-Liste: 2025-06-30 Name: Kath. Filialkirche Vierzehn Nothelfer GstNr.: .76/1 Filialkirche Vierzehn Nothelfer Anger |
| ja   | Datei hochladen | Wohnhaus HERIS-ID: 85942 Objekt-ID: 100194                                                                     | Birkfelder Straße 6 Standort KG: Anger                         | | BDA-Hist.: Q37714011 Status: § 2a Stand der BDA-Liste: 2025-06-30 Name: Wohnhaus GstNr.: .65/1 Birkfelder Straße 6, Anger |
| ja   | Datei hochladen | Mariensäule HERIS-ID: 85920 Objekt-ID: 100172                                                                  | gegenüber Hauptplatz 18 Standort KG: Anger                     | Die Mariensäule auf dem Marktplatz stammt aus dem Jahre 1675. | BDA-Hist.: Q37713952 Status: § 2a Stand der BDA-Liste: 2025-06-30 Name: Mariensäule GstNr.: 531/1 Maria column Anger, Styria |
| ja   | Datei hochladen | Sog. Stainpeißhaus HERIS-ID: 36849 Objekt-ID: 35879                                                            | Hauptplatz 15 Standort KG: Anger                               | Der Verwaltungssitz ist nach den Dienstmannen Steinpeiss der Stubenberger benannt. Seyfried Steinpeiss erwarb das Objekt im Jahre 1412. Unter den Teuffenbach wurde in der 2. Hälfte des 16. Jahrhunderts ein stattlicher zweigeschoßiger Neubau errichtet, der mit der Kirche über einen Gang verbunden ist, der auf zwei Schwibbögen ruht. Das Haus zeigt auf der Straßenseite ornamentale Sgraffiti. Innen sind teilweise noch die alten schön eingefügten Balkendecken und verzierten Türen sowie ein reliefierter Kamin erhalten. | BDA-Hist.: Q37972358 Status: Bescheid Stand der BDA-Liste: 2025-06-30 Name: Sog. Stainpeißhaus GstNr.: .1 Stainpeißhaus Anger |
| ja   | Datei hochladen | Bildstock HERIS-ID: 85883 Objekt-ID: 100131                                                                    | am Kirchenplatz Standort KG: Anger                             | Der Bildstock Maria am grünen Anger neben der Kirche stellt eine Maria mit dem Kinde aus der 2. Hälfte des 18. Jahrhunderts dar. Maria wird als Schäferin dargestellt, sie trägt Zepter und Krone und hat ein kleines Schaf zu ihren Füßen. Im Giebelfeld eine Darstellung der Hl. Dreifaltigkeit. | BDA-Hist.: Q37713708 Status: § 2a Stand der BDA-Liste: 2025-06-30 Name: Bildstock GstNr.: .2 Maria am grünen Anger, Anger |
| ja   | Datei hochladen | Kath. Pfarrkirche hl. Andreas und Kirchhof HERIS-ID: 50965 Objekt-ID: 56495                                    | Kirchplatz 1 Standort KG: Anger                                | Die ursprünglich romanische Kirche entstand Mitte des 12. Jahrhunderts, Teile davon sind in der Taufkapelle noch sichtbar. Im 15. Jahrhundert wurde die Kirche gotisiert und 1708–1711 nach Süden hin aufgebrochen und mit neuer Orientierung gebaut. Auch die Innenausstattung stammt aus dem 18. Jahrhundert. | BDA-Hist.: Q24260458 Status: § 2a Stand der BDA-Liste: 2025-06-30 Name: Kath. Pfarrkirche hl. Andreas und Kirchhof GstNr.: .2 Pfarrkirche Anger (Steiermark) |
| ja   | Datei hochladen | Bildstock Färber-Kreuz HERIS-ID: 85909 Objekt-ID: 100161                                                       | Roseggerstraße Standort KG: Anger                              | | BDA-Hist.: Q37713883 Status: § 2a Stand der BDA-Liste: 2025-06-30 Name: Bildstock Färber-Kreuz GstNr.: .75/2 |
| ja   | Datei hochladen | Pfarrhof und Wirtschaftsgebäude HERIS-ID: 85879 Objekt-ID: 100126                                              | Südtiroler Platz 7 Standort KG: Anger                          | | BDA-Hist.: Q37713647 Status: § 2a Stand der BDA-Liste: 2025-06-30 Name: Pfarrhof und Wirtschaftsgebäude GstNr.: .3 Pfarrhof Anger, Styria |
| ja   | Datei hochladen | Gartenhaus HERIS-ID: 85918 Objekt-ID: 100170                                                                   | neben Waxeneggerstraße 12 Standort KG: Anger                   | | BDA-Hist.: Q37713933 Status: § 2a Stand der BDA-Liste: 2025-06-30 Name: Gartenhaus GstNr.: 28 |
| ja   | Datei hochladen | Friedhof und Totenkammer HERIS-ID: 85903 Objekt-ID: 100152                                                     | Standort KG: Anger                                             | | BDA-Hist.: Q37713856 Status: § 2a Stand der BDA-Liste: 2025-06-30 Name: Friedhof und Totenkammer GstNr.: 313/2, 313/6, .76/2 Cemetery Anger, Styria |
| ja   | Datei hochladen | Pfarr- und Wallfahrtskirche Maria Heilbrunn (Mariä Heimsuchung in Heilbrunn) HERIS-ID: 87133 Objekt-ID: 101512 | Naintsch Standort KG: Naintsch                                 | Die Kirche in schöner Höhenlage wurde 1787 an Stelle einer älteren Kapelle erbaut und in den Jahren 1968–1970 innen wie außen restauriert. Der Hochaltar mit Säulenaufbau stammt aus dem Jahr 1833. | BDA-Hist.: Q37718671 Status: § 2a Stand der BDA-Liste: 2025-06-30 Name: Pfarr- und Wallfahrtskirche Maria Heilbrunn (Mariä Heimsuchung in Heilbrunn) GstNr.: .10 Wallfahrtskirche Maria Heilbrunn |
| ja   | Datei hochladen | Sog. Griesbauerkreuz HERIS-ID: 37315 Objekt-ID: 36425                                                          | Naintsch 58 Standort KG: Naintsch                              | Das Griesbauerkreuz ist ein Nischenbildstock mit Malereien, die mit 1769 bezeichnet sind; es wurde 1981 restauriert. | BDA-Hist.: Q37974963 Status: Bescheid Stand der BDA-Liste: 2025-06-30 Name: Sog. Griesbauerkreuz GstNr.: .154 Griesbauerkreuz, Naintsch |
| ja   | Datei hochladen | Pfarrhof HERIS-ID: 87136 Objekt-ID: 101515                                                                     | Naintsch 88 Standort KG: Naintsch                              | | BDA-Hist.: Q37718723 Status: § 2a Stand der BDA-Liste: 2025-06-30 Name: Pfarrhof GstNr.: .12 |
| ja   | Datei hochladen | Gnadenbrunnen HERIS-ID: 87134 Objekt-ID: 101513                                                                | bei Naintsch 87 Standort KG: Naintsch                          | | BDA-Hist.: Q37718700 Status: § 2a Stand der BDA-Liste: 2025-06-30 Name: Gnadenbrunnen GstNr.: 39/1 Gnadenbrunnen Maria Heilbrunn |
| ja   | Datei hochladen | Friedhofskapelle und Friedhof HERIS-ID: 87137 Objekt-ID: 101516                                                | Standort KG: Naintsch                                          | | BDA-Hist.: Q37718745 Status: § 2a Stand der BDA-Liste: 2025-06-30 Name: Friedhofskapelle und Friedhof GstNr.: .7/9, 57 Friedhofskapelle und Friedhof (Naintsch) |
| ja   | Datei hochladen | Totenkammer HERIS-ID: 87138 Objekt-ID: 101517                                                                  | Standort KG: Naintsch                                          | | BDA-Hist.: Q37718762 Status: § 2a Stand der BDA-Liste: 2025-06-30 Name: Totenkammer GstNr.: .7/10 |
| ja   | Datei hochladen | Ulrichskirche Külml HERIS-ID: 86843 Objekt-ID: 101178                                                          | Oberfeistritz Standort KG: Oberfeistritz                       | Die Ulrichskirche steht östlich oberhalb des Schlosses. Sie ist ein ursprünglich gotischer Bau, von dem noch das Westportal erhalten ist; der Bau wurde später umfassend barockisiert. | BDA-Hist.: Q37717292 Status: § 2a Stand der BDA-Liste: 2025-06-30 Name: Ulrichskirche Külml GstNr.: 455 Ulrichskirche Külml |
| ja   | Datei hochladen | Schloss Külml HERIS-ID: 37348 Objekt-ID: 36462                                                                 | Oberfeistritz 34 Standort KG: Oberfeistritz                    | Das Schloss auf einem Ausläufers des Kulms gelangte im 17. Jahrhundert in den Besitz des Stiftes Pöllau. Propst Michael J. Maister ließ einen Neubau errichten, der im Jahr 1700 vollendet war. Der zweigeschoßige Bau erstreckt sich um einen rechteckigen Pfeilerarkadenhof; die Hauptfront befindet sich im Osten. Die ehemaligen Wehranlagen am und um das Schloss wurden bis spätestens zum 19. Jahrhundert abgetragen. | BDA-Hist.: Q37975135 Status: Bescheid Stand der BDA-Liste: 2025-06-30 Name: Schloss Külml GstNr.: 532, 529, 531 Schloss Külml |
| ja   | Datei hochladen | Gschnaidter Kreuz HERIS-ID: 86847 Objekt-ID: 101182                                                            | Standort KG: Viertelfeistritz                                  | | BDA-Hist.: Q37717351 Status: § 2a Stand der BDA-Liste: 2025-06-30 Name: Gschnaidter Kreuz GstNr.: 26/2 |
| ja   | Datei hochladen | Dorfkreuz Hart HERIS-ID: 86848 Objekt-ID: 101183                                                               | Standort KG: Viertelfeistritz                                  | Das Harter Kreuz entstand in den 1960er-Jahren an der Stelle des alten Löschwasserteichs, die Sgraffiti der Verkündigung, der Geburt Jesu und der Flucht nach Ägypten schuf Peter Stübinger. Das Kreuz wurde 2008 restauriert. | BDA-Hist.: Q37717375 Status: § 2a Stand der BDA-Liste: 2025-06-30 Name: Dorfkreuz Hart GstNr.: 758/4 Dorfkreuz Hart, Viertelfeistritz |
| ja   | Datei hochladen | Bahntrasse Feistritztalbahn HERIS-ID: 85776seit 2023                                                           | Standort KG: Anger, Baierdorf, Oberfeistritz, Viertelfeistritz | Die von Weiz nach Birkfeld verkehrende Schmalspurbahn wurde 1911 eröffnet. Sie verläuft in der Nähe von Weiz kurvenreich über einen Geländerücken, um bei Oberfeistritz ins Tal des gleichnamigen Flusses gelangen, dem sie, weit überwiegend auf der linken Seite, folgt. | BDA-Hist.: Q119367180 Status: Bescheid Stand der BDA-Liste: 2025-06-30 Name: Bahntrasse Feistritztalbahn GstNr.: 545/1, 545/3, 546, 2338, 2340, 2341/1, 2342, 654/5, 655/1, 847, 1167, 417/10, 545, 451, 891/1, 917/1, 917/2, 917/3, 917/4, 917/5, 917/6, 917/7, 1082/1, 1082/2, 505/2, .54, 506/1, 506/2, 507, 508, 767, 768, 445, 446/1, 446/2, 447, 383, 1098, 1334/1, 1335 |
| ja   | Datei hochladen | Ilzbach-Viadukt (Grub Viadukt) HERIS-ID: 91357seit 2023                                                        | bei Viertelfeistritz 86 Standort KG: Viertelfeistritz          | Das Viadukt der Feistritztalbahn führt im Bereich der Ortschaft Grub über den Ilzbach, der hier die Grenze zwischen den Gemeinden Thannhausen und Anger bildet. | BDA-Hist.: Q109553791 Status: Bescheid Stand der BDA-Liste: 2025-06-30 Name: Ilzbach-Viadukt (Grub Viadukt) GstNr.: 1082/1, 1098 Grubviadukt |
| ja   | Datei hochladen | Bahnhof Anger HERIS-ID: 85778seit 2023                                                                         | Bahnhofstraße 29 Standort KG: Anger                            | | BDA-Hist.: Q111703414 Status: Bescheid Stand der BDA-Liste: 2025-06-30 Name: Bahnhof Anger GstNr.: 545/1, 545/5, .126, .127 Bahnhof Anger |
| ja   | Datei hochladen | Bahnhof Oberfeistritz HERIS-ID: 85794seit 2023                                                                 | Oberfeistritz 47 Standort KG: Oberfeistritz                    | | BDA-Hist.: Q119231423 Status: Bescheid Stand der BDA-Liste: 2025-06-30 Name: Bahnhof Oberfeistritz GstNr.: 417/10 |
| ja   | Datei hochladen | Hart-Puch-Tunnel (Hart-Tunnel) HERIS-ID: 85816seit 2023                                                        | bei Viertelfeistritz 48 Standort KG: Viertelfeistritz          | Tunnel der Feistritztalbahn | BDA-Hist.: Q119231424 Status: Bescheid Stand der BDA-Liste: 2025-06-30 Name: Hart-Puch-Tunnel (Hart-Tunnel) GstNr.: 1082/1, 1082/2 |
| ja   | Datei hochladen | Feistritz-Viadukt bei Oberfeistritz HERIS-ID: 91349seit 2023                                                   | bei Oberfeistritz 31 Standort KG: Baierdorf, Oberfeistritz     | Viadukt der Feistritztalbahn | BDA-Hist.: Q119231422 Status: Bescheid Stand der BDA-Liste: 2025-06-30 Name: Feistritz-Viadukt bei Oberfeistritz GstNr.: 2338, 2340, 545, 451 |